# پیپت نوک‌کوتاه
پیپت نوک‌کوتاه (نام علمی: Anthus furcatus) پرنده‌ای از خانوادهٔ دم‌جنبانکان و یکی از گونه‌های پیپت‌ها است که بومی آمریکای جنوبی می‌باشد. این پرنده در علفزارهای معتدل یا دشت‌های مرتفع گرمسیری و نیمه‌گرمسیری آرژانتین، اوروگوئه، برزیل، بولیوی، پاراگوئه و پرو زندگی می‌کند.